# Воронежский государственный архитектурно-строительный университет
Воронежский государственный архитектурно-строительный университет  (Воронежский ГАСУ) — существовавшее самостоятельно до лета 2016 года высшее учебное заведение города Воронежа. В настоящее время объединён с Воронежским государственным техническим университетом.

## История
- 1930 — в Воронеже образован Строительный ВТУЗ[1].
- 1932 — ВТУЗ преобразован в Воронежский инженерно-строительный институт[2].
- 1941 — ВИСИ реорганизован в Воронежский авиационный институт[3].
- 1944 — восстановлено прежнее название (Воронежский инженерно-строительный институт)[4].
- 1981 — ВИСИ переименован в Воронежский ордена Трудового Красного Знамени инженерно-строительный институт[5].
- 1986 — 13 мая вузовская команда ВИСИ (капитан — Олег Песков) участвует в самой первой игре возрождённого телевизионного КВН, победив команду МИСИ. В полуфинальной игре, состоявшейся в апреле 1987 года, уступает будущим чемпионам сезона — команде Одесских джентльменов
- 1993 — институт переименован в Воронежскую государственную архитектурно-строительную академию — ВГАСА[6].
- 2000 — академия переименована в Воронежский государственный архитектурно-строительный университет — ВГАСУ[7], который 17 января 2003 года внесен в Единый государственный реестр юридических лиц как Государственное образовательное учреждение высшего профессионального образования Воронежский государственный архитектурно-строительный университет.
- 2011 — в мае приказом Министерства образования и науки Российской Федерации ВУЗ переименован в Федеральное государственное бюджетное образовательное учреждение высшего профессионального образования «Воронежский государственный архитектурно-строительный университет»[8].
- 2016 — в марте приказом Министерства образования и науки Российской Федерации ВГАСУ реорганизован в форме присоединения к ВГТУ в рамках формирования в Воронежской области регионального опорного университета[9].

## Институты
- Архитектурный институт
- Дорожно-Транспортный институт (бывший Механико-автодорожный)
- Строительно-технологический институт
- Институт инженерных систем в строительстве
- Строительный институт
- Институт экономики, менеджмента и информационных технологий (присоединен ФЭУ)
- Институт среднего профессионального образования

## Журналы

### Научный вестник ВГАСУ. Строительство и архитектура
- Журнал включен в перечень ведущих рецензируемых научных журналов и изданий ВАК; выходит 4 раза в год (март, июнь, сентябрь, декабрь)[10][11][12]
- Существует англоязычная версия журнала «Scientific Herald of the Voronezh State University of Architecture and Civil Engineering. Construction and Architecture».
- Главный редактор — Суровцев Игорь Степанович, д-р техн. наук, проф. (Воронежский государственный архитектурно-строительный университет)!

ВГАСУ имеет международный сертификат, позволяющий нашим выпускникам работать на инженерных должностях в 140 странах мира, университет является членом Европейской ассоциации строительных факультетов, в 2004 г. награждён международным призом за качество.
Учеными университета было предложено несколько инновационных решений для усовершенствования систем железных дорог, разработан проект реновации Воронежского водохранилища.